# イーダ・ターベル

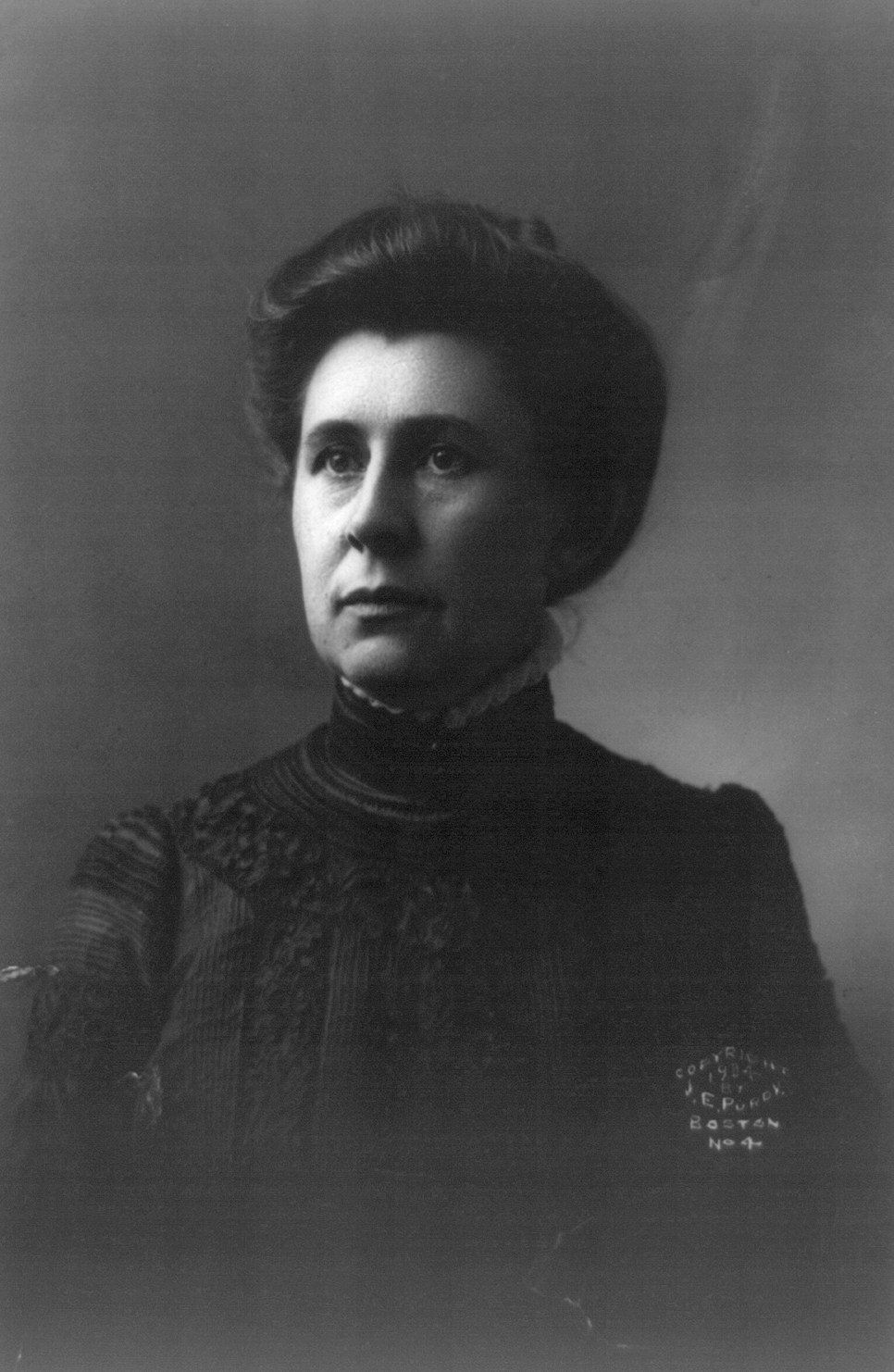
Ida Tarbell.

イーダ（アイダ）・ミナーヴァ・ターベル（Ida Minerva Tarbell, 1857年11月5日 - 1944年1月6日）は、アメリカ合衆国の作家、ジャーナリスト。

## 略歴
ペンシルベニア州エリー郡で共和党員の娘として生まれた。彼女の兄弟のうちの2人はエイブラハム・リンカーンと知り合いであった。また、彼女の父親はジョン・ロックフェラーとサウス・インプルーブメント社（スタンダード・オイルの前身）の共謀によって事業から放逐された。これらの繋がりは彼女の後の経歴に影響した。1880年に学士号を、1883年に修士号をアレゲニー大学（現、ピッツバーグ）から受け取った。
1894年にマクルーア・マガジンの編集部に雇われた。彼女のエイブラハム・リンカーンに関する連載は同誌の購読数を二倍にした。彼女はすぐに調査報道に取り組むようになり、彼女とそのスタッフ、レイ・スタナード・ベイカーおよびリンカーン・ステフェンズは有名なマックレイキング（醜聞あさり）・トリオとなった。
ターベルは友人のマーク・トウェインによる取りなしでヘンリー・H・ロジャーズと知り合いになった。ロジャーズは当時スタンダード・オイルで最も有力な取締役であった。ターベルとロジャーズの間の会合は1902年1月に始まり、続く2年にわたって規則的に継続した。ターベルは様々な事例史を提示し、ロジャーズはそれに関する説明、文書と数字を提供した。ロジャーズは彼女が援助の有無にかかわらず記事を書くことを知っていたため、驚くほど隠し立てしなかった。彼はターベルの記事が正確であることを確認したかった。そして会社のためにあることは「正しくされた」。
ロジャーズとの広範囲なインタビューに続いて、マクルーア誌のためのスタンダード・オイルへの彼女の調査は1902年11月から1904年10月まで、19章まで続いた。これらは1904年に『スタンダード・オイルの歴史（The History of the Standard Oil Company）』として出版された。同書は1999年に、20世紀のジャーナリズムのトップ100作品リストで5位となった。
ロックフェラーとスタンダード・オイルに対する公の非難は先立って存在したが、ターベルの本の出版はスタンダード・オイルに対する攻撃を煽ることとなり、同書は1911年のスタンダード・オイルの分解を促進したことを賞賛される。「彼らは公正な勝負を行わず、自らの巨大さで破滅した。」と彼女は記した。
1906年に、ターベル、ベイカー、ステフェンズと編集者のジョン・フィリップスはマクルーア誌を去り、アメリカン・マガジン誌を買を買収した。同誌で彼らは醜聞をあさるスタイルを捨て、より楽観的な取材を行った。彼女と残りのスタッフの多くは1915年に同誌を去った。この間に彼女はコーラーズ・ウィークリー誌に寄与した。
ターベルの他の著書は『エイブラハム・リンカーンの生涯』（1900年）、『女性であるビジネス』（1912年）、『女性の方法』（1915年）、『エルバート・H・ゲイリー伝記』（1925年）、『オーエン・D・ヤング伝記』（1932年）、『ビジネスの国有化 1878-1898』（1936年）および自叙伝『あたりまえのこと』（1939年）を含む。
1944年に86歳で肺炎により死去した。
2000年10月7日、ターベルは、ニューヨーク州セネカフォールズの全国女性の栄誉の殿堂入りをした。2002年9月14日にアメリカ合衆国郵便公社は、女性ジャーナリストを記念する一連の4枚の切手シリーズの一部として、ターベルの記念切手を発行した。